# Another Great Love Song
Another Great Love Song è il secondo album in studio del gruppo musicale statunitense Ludicra, pubblicato nel 2004 dalla Alternative Tentacles.

## Tracce
1. The Only Cure, the Only Remedy – 7:15
2. Let Thirst the Soil – 4:16
3. One Thousand Wolves – 4:48
4. Why Conquer? – 7:31
5. In the Greenest Maze – 4:02
6. Time Wounds All Heels – 6:40
7. Aging Ghost – 6:08
8. Aging Ghost (reprise) – 1:40

## Formazione
- Laurie Sue Shanaman – voce
- Christy Cather – chitarra, voce
- John Cobbett – chitarra
- Ross Sewage – basso
- Aesop – batteria